# Магическое число семь плюс-минус два
«Маги́ческое число́ семь плюс-ми́нус два» («кошелёк Ми́ллера», «зако́н Ми́ллера») — закономерность, обнаруженная американским учёным-психологом Джорджем Миллером, согласно которой кратковременная человеческая память, как правило, не может запомнить и повторить более 7 ± 2 элементов.

## Описание принципа
Джордж Миллер во время своей работы в компании Bell Laboratories провёл ряд экспериментов, целью которых было изучение параметров памяти операторов. В результате опытов он обнаружил, что кратковременная память человека способна запоминать в среднем девять двоичных цифр, восемь десятичных цифр, семь букв алфавита и пять односложных слов — то есть человек способен одновременно помнить 7 ± 2 элементов.
Эта закономерность была изложена в его работе «Магическое число семь, плюс-минус два» (англ. The Magical Number Seven, Plus or Minus Two: Some Limits on our Capacity for Processing Information), увидевшая свет в 1956 году в журнале Psychological Review.
Данная статья является одной из наиболее цитируемых в психологической науке.
Таким образом, кратковременная память — «кошелёк», в который можно «положить» одновременно семь «монет». Причём память не пытается анализировать смысл информации, важны лишь внешние, физические характеристики, то есть не важно, какие «монеты» находятся в «кошельке» — доллар или цент, — главное, чтобы их было семь. Если количество элементов больше семи (в крайнем случае, девяти), то мозг группирует элементы таким образом, чтобы количество запоминаемых элементов было от 5 до 9.
Неожиданно аналогичное правило было обнаружено для муравьёв, они способны запоминать и передавать сообщения длиной до 7 бит.
Согласно учебному пособию по психологии и педагогике Санкт-Петербургского Педагогического Университета: «Ограниченность объёма кратковременной памяти имеет разнообразные психологические последствия. Не исключено, что магический характер числа „семь“, нашедший отражение в пословицах (например, „семь раз отмерь…“), текстах и верованиях, обусловлен именно объёмом КВП. Объём КВП несомненно влияет на организацию речи. Обнаружено, что число смысловых единиц во фразе для её правильного осмысления не должно превышать семи. Подсчитано также, что частота слов с количеством слогов в пределах четырёх составляет 90—99% в различных языках».

## В культуре
Отец Соголь (имя-палиндром от «Логос»), один из героев романа «Гора Аналог» (1939—1944) французского поэта и прозаика Рене Домаля, нашёл способ измерить мысль в её «абсолютном значении», предлагая провести мысленный эксперимент для арифметического объяснения того, сколько частей, последовательных следствий из одного положения, однородных включений, а также звеньев от причины до следствия можно удержать в мыслях и осознавать одновременно. Он пришёл к выводу, что это число никогда не было больше четырёх:
1) Я одеваюсь, чтобы выйти; 2) я выхожу, чтобы ехать на поезде; 3) я еду на поезде, чтобы добраться до своей работы; 4) я работаю, чтобы зарабатывать деньги на жизнь; попробуйте добавить пятое звено, и я уверен, что по крайней мере одно из первых трёх ускользнёт от вас. […] Возьмите для примера другой тип последовательности: 1) бульдог — собака; 2) собаки — млекопитающие; 3) млекопитающие — позвоночные; 4) позвоночные — животные; я иду ещё дальше: животные — живые существа… но вот я уже забыл про бульдога; если я напомню себе о «бульдоге», забуду о «позвоночных»… Во всех видах последовательностей или логических делений вы будете констатировать тот же феномен.